# Mitu mitu
Mitu mitu là một loài chim trong họ Cracidae.